# Шестдесет и трети уестсъфолкски пехотен полк
Вижте пояснителната страница за други значения на Шестдесет и трети пехотен полк.
Шестдесет и третият (уестсъфолкски) пехотен полк (63rd Regiment of Foot) е част от британската армия през 18 и 19 век. Наричан е още „Кръвопийците“ (Bloodsuckers). Престава да съществува самостоятелно през 1881 година.
Създаден е през 1744 година под името Шестдесет и трети (американски) пехотен полк. През 1758 година е преименуван на Шестдесет и трети (уестсъфолкски) пехотен полк. През по-голямата част от съществуването си се състои от един батальон, но през 1804 – 1814, по време на Наполеоновите войни, към него временно е добавен втори батальон.
Участва във военни сражения в:
- Американската война за независимост през 1775, 1776, 1777, 1778 и 1779 година;
- Наполеоновите войни в началото на 19 век;
- Кримската война през 50-те години на 19 век;
- Втората англо-афганистанска война в края на 19 век.

Вследствие на реформите на Чайлдърс от 1881 година, той се обединява с 96-и пехотен полк под името Манчестърски полк.
|  | Тази страница частично или изцяло представлява превод на страницата 63rd (West Suffolk) Regiment of Foot в Уикипедия на английски. Оригиналният текст, както и този превод, са защитени от Лиценза „Криейтив Комънс – Признание – Споделяне на споделеното“, а за съдържание, създадено преди юни 2009 година – от Лиценза за свободна документация на ГНУ. Прегледайте историята на редакциите на оригиналната страница, както и на преводната страница, за да видите списъка на съавторите. ВАЖНО: Този шаблон се отнася единствено до авторските права върху съдържанието на статията. Добавянето му не отменя изискването да се посочват конкретни източници на твърденията, които да бъдат благонадеждни. |